# Cluzobra yasuni
Cluzobra yasuni är en tvåvingeart som beskrevs av Loïc Matile 1996. Cluzobra yasuni ingår i släktet Cluzobra och familjen svampmyggor.
Artens utbredningsområde är Ecuador. Inga underarter finns listade i Catalogue of Life.